# 朗塔日
朗塔日（法語：Lantages，法語發音：[lɑ̃taʒ]）是法国大東部大區奥布省的一个市镇，属于特鲁瓦区。

## 地理
朗塔日（48°4'22"N, 4°12'37"E）面积18.87 平方千米，位于法国大東部大區奥布省，该省份为法国中北部省份，北起马恩省，西接塞纳-马恩省，西南至约讷省，东南至科多尔省，东临上马恩省。
与朗塔日接壤的市镇（或旧市镇、城区）包括：沙乌斯、萨尔斯河畔瑞利、莱洛日马格龙、普拉兰、吕米伊莱沃德、维利耶苏普拉兰、武格雷。

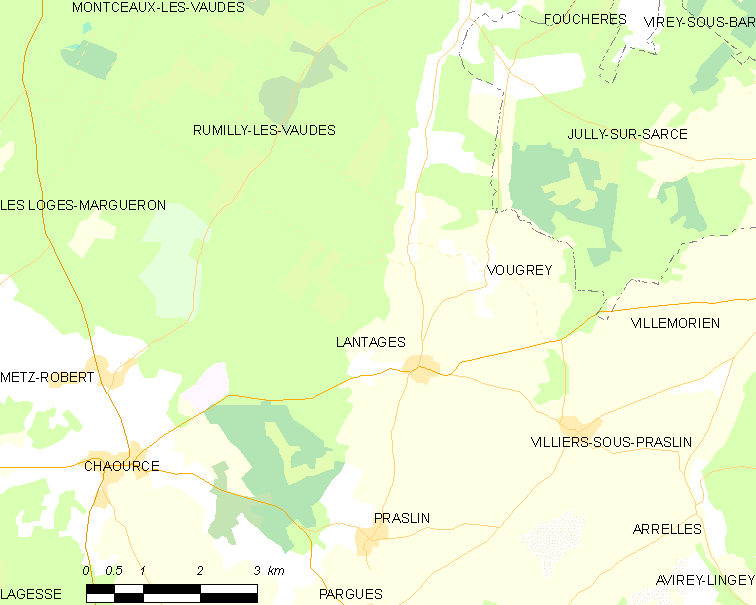
朗塔日的OSM定位图

朗塔日的时区为UTC+01:00、UTC+02:00（夏令时）。

## 行政
朗塔日的邮政编码为10210，INSEE市镇编码为10188。

## 政治
朗塔日所属的省级选区为莱里塞县。

## 人口

1962-2008年间朗塔日人口变化图示

朗塔日于2022年1月1日时的人口数量为214人。